# Лавре
Лавре (порт.  Lavre) — фрегезия (район) в муниципалитете Монтемор-у-Нову округа Эвора в Португалии. Территория — 116,40 км². Население — 887 жителей. Плотность населения — 7,6 чел/км².
29 сентября 2013 года муниципалитеты Лавре и Кортисадас-де-Лавре были объединены в новый муниципалитет Униан-дас-Фрегезиас-де-Кортисадас-де-Лавр-э-Лавр.